# ПД-35
ПД-35 (Перспективный двигатель тягой 35 тонн) — проект  российского перспективного двухконтурного турбовентиляторного двигателя сверхбольшой тяги (с тягой на взлёте от 33 до 40 тонн). Предполагается для установки на перспективные широкофюзеляжные самолёты, в том числе CR929, и может быть установлен на Ил-96-400М или Ан-124.
Разрабатывается корпорацией ОДК (Объединённая двигателестроительная корпорация) совместно с «ОДК-Сатурн».
Головной разработчик — АО «ОДК-Авиадвигатель», головной изготовитель — АО «ОДК-Пермские моторы».

## Разработка
Разработка двигателя ПД-35 началась летом 2016 года, проект был готов к концу 2017 года. В рамках работ над ПД-35 предполагается масштабировать газовую турбину от ПД-14, который разрабатывается для среднемагистрального перспективного самолёта МС-21, с добавлением дополнительной ступени на выходе из компрессора высокого давления.
Предполагается создание демонстратора в 2023, окончание разработки в 2025, наладка серийного производства к 2028 году.
16 марта 2021 года АО «ОДК-Авиадвигатель» объявило о проведении процедуры закупки в открытой форме на право заключить договор на разработку термоэлектрических датчиков температуры газа для двигателя ПД-35.
19 апреля 2021 года в Телеграм-канале авиасалона МАКС со ссылкой на Управляющего директора — генерального конструктора АО «ОДК-Авиадвигатель» Александра Иноземцева, сообщили об испытании как газовой турбины, так и других деталей двигателя ПД-35, изготовленных из отечественных композитов, в том числе рабочей лопатки вентилятора из композиционных материалов, которая будет изготовлена с помощью двух методов — с использованием препреговой технологии и 3D-ткачества. В 2022 году планируется получить первые образцы рабочих лопаток вентилятора, которые впоследствии смогут применяться не только на ПД-35, но и на обновлённой версии двигателя ПД-14, а также в интересах сторонних заказчиков.
В октябре 2021 года Ростех сообщил о начале испытаний на демонстраторе газогенератора ПД-35. Следующий этап испытаний пройдёт в Центральном институте авиационного моторостроения им. П. И. Баранова (ЦИАМ). В рамках второго этапа испытаний будет проверена работа демонстрационного газогенератора с подачей на вход нагретого воздуха под давлением, что моделирует условия работы агрегата в составе двигателя.
30 ноября в ходе «Открытого диалога», который прошёл в Совете Федерации, министр промышленности и торговли Денис Мантуров заявил, что летом 2022 года Минпромторг определит направление дальнейшего развития двигателя ПД-35, выбрав между двух возможных версий тягой 24 и 35 тонн или 35 и до 50 тонн.
По словам министра, решение по двигателю будет принято в зависимости от согласования Минобороны эскизного проекта в части транспортной авиации, так же будет учитываться совместимость с крылом СR929 и других проектов по которым ведут НИОКР. Предположительно ИЛ-96 в двухдвигательной компоновке.
В декабре 2021 года премьер-министр Михаил Мишустин заявил, что на разработку ПД-35 выделят 44,6 миллиарда рублей.
18 августа 2022 года заместитель гендиректора АО «ОДК» по управлению НПК «Пермские моторы», управляющий директор - генеральный конструктор АО «ОДК-Авиадвигатель» Александр Иноземцев рассказал в кулуарах Международного военно-технического форума «Армия-2022» о ходе разработки двигателя ПД-35.
По словам Иноземцева, в условиях ограниченных ресурсов, проект будет развиваться медленнее, вероятно со сдвигом вправо на два-три года, чем планировалось ранее. Двигатель-демонстратор ПД-35 соберут и испытают к 2024 году, после чего будет приниматься решение, а основные силы сейчас будут приложены на тиражирование двигателей ПД-14 и ПС-90А: «По ПД-35 у нас были плановые сроки [разработки] до 2027–2028 года. Сейчас в связи со всеми событиями [сроки] сдвигаются на пару лет вправо, потому что средства сейчас перераспределены на наращивание объемов ПД-14, ПД-8, ПС-90А. Это вынужденная мера, но ничего не прекращается».

«Испытания полноразмерного турбореактивного двигателя пятого поколения ПД-35 запланированы на начало 2024 года», — «Ростех»

## Характеристики
- Тяга — около 35 000 кгс.
- Диаметр вентилятора — 3100 миллиметров.
- Степень двухконтурности — 10,6
- Длина — более 8 метров.
- Вес — 9840 кг.

## Сопоставимые двигатели тягой около 35 тс
Ultra Fan — перспективная модификация серии авиационных турбовентиляторных двухконтурных двигателей серии Rolls-Royce Trent, разработанных компанией Rolls-Royce plc:
диаметр вентилятора — 3,5 м;
степень повышения давления в компрессоре — 70;
удельный расход топлива — 0,45 кг/кгс×ч. (для ПД-35 удельный расход топлива на крейсерском режиме не объявлен).